# Banque canadienne nationale
La Banque canadienne nationale était une banque canadienne basée au Québec.
En 1859, plusieurs Québécois vont de l'avant et fondent la Banque Nationale dans la ville de Québec. Il s'agit d'une institution bancaire dirigée par des hommes d'affaires canadiens-français et qui vise à défendre les intérêts des francophones.
En 1924, JH Fortier, homme d’affaires prospère de l’époque, réalise la fusion de la Banque Nationale avec la Banque d'Hochelaga (fondée à Montréal en 1874) pour devenir la Banque canadienne nationale. Le siège social de la nouvelle entité sera à Montréal. Le gouvernement libéral de Louis-Alexandre Taschereau encourage cette fusion en adoptant une loi autorisant une émission d'obligations de 15 millions de dollars à la nouvelle institution. Le premier président de la BCN sera Janvier-A.Vaillancourt. Il occupera ce poste jusqu'en 1928. Le deuxième président sera Frédéric-Liguori Béique (de 1928 à 1933). En 1958, ses actifs atteignent 729 millions de dollars. 
En 1979, la Banque nationale du Canada est formée par la fusion de la Banque canadienne nationale et la Banque provinciale du Canada, une autre banque du Québec.

## Présidents de la Banque canadienne nationale
- 1925-1928 : Janvier-A.Vaillancourt
- 1928-1933 : Frédéric-Liguori Béique
- 1933-1934 : Joseph-Marcellin Wilson
- 1934-1947 : Beaudry Leman
- 1947-1950 : Charles-Edouard Gravel
- 1950-1960 : Charles Saint-Pierre
- 1960-1964 : Ulric Roberge
- 1964-1974 : Louis Hébert
- 1974-1979 : Germain Perreault

## Source
1. ↑  Conseil d'expansion économique., Nos banques à charte et nous-- : Banque canadienne nationale, Banque provinciale du Canada., Conseil d'expansion économique, 1961 (OCLC 48163144, lire en ligne)
2. ↑  Jean-Marie Lebel. Le Vieux-Québec: guide du promeneur. Les éditions du Septentrion; 1997.  (ISBN 978-2-89448-083-0). p. 72–.
3. ↑  Québec, 1900-2000: le siècle d'une capitale. Éditions MultiMondes; 2000.  (ISBN 978-2-89544-008-6). p. 79–.
4. ↑  Legacy: How French Canadians Shaped North America. McClelland & Stewart; 8 novembre 2016.  (ISBN 978-0-7710-7241-3). p. 86–.
5. ↑  « Banque Canadienne Nationale. 84e Rapport annuel. », La Patrie,‎ 21 décembre 1958, p. 130 (lire en ligne)
6. ↑  Canada Since 1945: Power, Politics, and Provincialism. University of Toronto Press; 1989.  (ISBN 978-0-8020-6672-5). p. 299–.

- Mémoire du Québec
- Banque canadienne nationale, 1874-1974: cent ans d'histoire. Banque canadienne nationale; 1974.